# Киншперк на Охри
Киншперк на Охри (чеш. Kynšperk nad Ohří) град је у Чешкој Републици. Град се налази у управној јединици Карловарски крај, у оквиру којег припада округу Соколов.

## Становништво
Према подацима о броју становника из 2014. године град је имао 4.913 становника.